# Juventud Guerrera
Eduardo Aníbal González Hernández (født d. 23. november 1974), bedre kendt som Juventud Guerrera, er en mexicansk wrestler, der er mest kendt for sit arbejde i en række forskellige wrestlingorganisationer, heriblandt alle de store amerikanske wrestlingorganisationer, fx World Wrestling Entertainment (WWE), World Championship Wrestling (WCW), Extreme Championship Wrestling (ECW) og Total Nonstop Action Wrestling (TNA), samt Mexicos største wrestlingorganisation Asistencia Asesoría y Administración (AAA).

## Biografi
I WCW blev Juventud Guerrera 3-dobbelt vinder af WCW Cruiserweight Championship, samt vinder af WCW World Tag Team Championship sammen med Rey Mysterio, Jr.. I WWE vandt han desuden WWE Cruiserweight Championship yderligere to gange, hvilket gjorde ham til en samlet 5-dobbelt verdensmester inden for letsværvægt. 